# Virgin Galactic
Virgin Galactic est une société aérospatiale lancée en 2004 par l’entrepreneur britannique, fondateur du groupe Virgin, Sir Richard Branson. La firme propose de fournir des vols suborbitaux à des fins touristiques et de recherches.
Toujours en phase de test, l’offre touristique est annoncée opérationnelle à l´horizon 2022. Le prix du ticket est compris entre 200 000 $US et 250 000 $US. Plus de 600 personnes se sont inscrites sur liste d’attente avec paiement d’une avance.

## But
Virgin Galactic planifie d'envoyer des passagers dans l'espace à une altitude dépassant 80 km, pour un prix compris entre 200 000 et 250 000 dollars. Le vol comprend plusieurs phases, culminant par quelques minutes dans l'espace avant de redescendre sur Terre. L'objectif annoncé est celui de lancer l'industrie du tourisme spatial. Elle prévoit de lancer à terme 400 vols par an depuis sa base aérospatiale le Spaceport America, située au Nouveau-Mexique ,.
Dans l'histoire de la conquête spatiale, au 4 mars 2010, seulement 514 astronautes différents ont décollé de la Terre. A cette date, seule l'Agence spatiale fédérale russe a envoyé des « touristes » dans l'espace, au coût d'environ 20 millions de dollars pour un séjour de quelques jours.

## Historique
En 2002, au cours d'une visite impromptue des hangars de Scaled Composites, Monsieur Whitehorn, un des principaux collaborateurs de Richard Branson chez Virgin Group, remarque un appareil aux formes étranges. Whitehorn venait au départ visiter le Virgin Atlantic GlobalFlyer, un planeur motorisé géant, sponsorisé par Virgin Airlines, destiné à faire un tour du monde sans escale. Piqué par la curiosité, Whitehorn n'obtient cependant aucune réponse de Burt Rutan, l'ingénieur en chef, sur le commanditaire de cet appareil. On apprendra plus tard que ce commanditaire était Paul Allen, cofondateur de Microsoft. C'est cet appareil qui participera sous le nom de SpaceShipOne avec son avion porteur White Knight au fameux Ansari X Prize. Le 4 octobre 2004, au deuxième atterrissage de SpaceShipOne réalisé avec succès par la même machine, Scaled Composites et Burt Rutan gagnent le prix de dix millions de dollars. C'est alors que Richard Branson qui le connaît depuis fort longtemps revient le voir avec son projet de première compagnie astronautique : Virgin Galactic. Paul Allen ne souhaitant pas donner une suite commerciale au projet, Burt Rutan disposait donc d'une machine volante ayant gagné le Xprize, prête à être mise en exploitation. Burt Rutan et Richard Branson conclurent une association.
En 2011, elle propose un voyage en impesanteur (ou plutôt micropesanteur) dans une capsule biplace d'une valeur de 150 millions de dollars.
Le 25 juin 2021, Virgin Galactic annonce avoir reçu l'approbation de la Federal Aviation Administration pour une licence commerciale complète, peu après un vol test réussit le 22 mai 2021.
Le 2 juillet 2021, Richard Branson annonce sur Twitter qu'il ira dans l'espace le 11 juillet 2021, devançant ainsi Jeff Bezos de 9 jours, qui lui même prévoyait son propre vol dans l'espace pour le 20 juillet 2021. Cependant la ligne de Kármán n'ayant pas été atteinte, contrairement à Bezos quelques jours plus tard, Branson n'a donc pas réellement atteint l'espace et n'est donc pas considéré comme astronaute en dehors des Etats-unis (qui préfèrent le chiffre de « 50 miles », soit 80 km, pour des raisons mnémotechniques et juridiques concernant le plafond des espaces aériens).
Après son vol réussi le 11 juillet à bord du VSS Unity, Virgin Galactic devient un précurseur dans le tourisme spatial avec le premier appareil opérationnel dédié spécifiquement à cette tâche.

## Véhicules spatiaux
Pendant la course à l'Ansari X Prize, Virgin Galactic signe un accord d'une valeur de 21 000 000 $US avec Mojave Aerospace Ventures dans le but de financer le développement du tourisme spatial. L'accord est annoncé par Branson et Burt Rutan le 27 septembre 2004 à la Royal Aeronautical Society à Londres. Le plan prévoit la construction de 5 véhicules spatiaux basés sur le SpaceShipOne. Après avoir gagné l'Ansari X Prize le 4 octobre 2004, la construction débute en 2005 en prévisions de faire des dizaines, voire des centaines, de tests en 2007.
Le véhicule utilisé pour l'envoi de touristes sera doté de 6 places plus 2 pilotes. La durée totale du voyage sera de 3 heures incluant 3 à 4 minutes en impesanteur. La compagnie prévoit de permettre aux passagers de se détacher de leurs sièges et de flotter dans la cabine pour profiter au maximum de l'expérience.
Le véhicule volera un peu plus haut que le SpaceShipOne pour permettre une durée plus longue en impesanteur. SpaceShipTwo est le nom du véhicule prototype de Virgin. La construction de cinq SpaceShipTwo et de deux White Knight Two est alors planifier pour ce projet.
Le 23 janvier 2008, à la Power House du Musée américain d'histoire naturelle à New York, Richard Branson et Burt Rutan présentent la version définitive du projet. Les deux appareils sont fondamentalement modifiés : l'avion porteur dispose d'une envergure plus importante; une seule aile de 42 mètres de long, tout en carbone, soutenant de part et d'autre de deux carlingues au lieu d'une, deux fois deux moteurs Pratt et Whitney. Ce quadriréacteur proche du « Global Flyer », avec l'envergure d'un Boeing 757, et une surmotorisation pour 16 passagers plus un avion fusée et ses 8 passagers (2 pilotes et 6 passagers payants). L'avion fusée ressemble à une petite navette américaine de la NASA, plus petite et plus légère. Les deux appareils, sont en construction. Aucune information n'a filtré sur la motorisation de Spaceship2, son poids final, son type de carburant. On apprend cependant que le moteur sera bien « hybride » c'est-à-dire fonctionnant avec un mélange liquide et solide, le « tout liquide » étant plus instable. Par ailleurs, sur la cellule de l'appareil une section en fibre de verre est ajouté à l'ensemble en carbone pour permettre au réservoir de liquide de modifier son volume lorsqu'il est rempli en totalité. Certaines informations ont filtré sur l'exploitation commerciale envisagée. L'avion porteur, en vol autonome, pourra entrainer les candidats aux effets de l'impesanteur, en réalisant des vols paraboliques. Un seul pilote en place gauche dans le cockpit tribord, pilotera la machine White Knight Two. Les membres de la famille, les amis, et le grand public pourront réserver un siège pour accompagner l'avion fusée en ascension jusqu'à son lâcher à haute altitude et sa mise à feu. Deux à quatre lâchers par jour sont envisagés en période d'exploitation commerciale à partir de plusieurs astroports dans le monde. Depuis cette conférence, peu d'informations sont parvenues au grand public sauf l'accident cardiaque malheureux de Burt Rutan, courant février 2008, apparemment sans conséquence sur la poursuite des recherches. Plus de 200 vols tests sont prévus jusqu'à l'obtention de l'agrément FAA, équivalent américain de la direction à l'aviation civile. Ceci permettra aux compagnies d'assurance de proposer des contrats en condition d'exploitation commerciale. L'ensemble des tests ne prendra donc pas moins d'un an à partir du premier vol de SpaceShipTwo annoncé à New York pour mi 2009.
Le premier appareil SpaceShipTwo est baptisé VSS Enterprise lors de sa présentation en décembre 2009, et effectue son premier vol d'essai le 22 mars 2010, suspendu à son avion-porteur, le White Knight Two (soit « Chevalier blanc », constitué de deux avions à réaction joints par une aile commune).
Le 30 mars 2021, Virgin Galactic dévoile le dernier vaisseau de sa flotte, d'un nouveau type, SpaceShip III, baptisé VSS Imagine, il est entièrement recouvert d'un matériau semblable à un miroir, qui fournit une protection thermique et reflète l'environnement.

### Flotte
| Nom              | Premier vol | Dernier vol | Commentaire                                                                       |
| ---------------- | ----------- | ----------- | --------------------------------------------------------------------------------- |
| SpaceShipTwo     |             |             |                                                                                   |
| VSS Enterprise   | 2010        | 2014        | Détruit au cours d'un accident (désintégration en vol).                           |
| VSS Unity        | 2016        | 2024        | Retiré du service commercial en 2024.                                             |
| SpaceShip III    |             |             |                                                                                   |
| VSS Imagine      | Annulé.     | Annulé.     | Annulé.                                                                           |
| VSS Inspire      | Annulé.     | Annulé.     | Annulé.                                                                           |
| White Knight Two |             |             |                                                                                   |
| VMS Eve          | 2008        | En service  | En service.                                                                       |
| Boeing 747-400   |             |             |                                                                                   |
| Cosmic Girl      | 2015        | 2017        | En service chez Virgin Atlantic de 2001 à 2015. Transféré à Virgin Orbit en 2017. |

## Accidents
Le 26 juillet 2007, un test en plein air sur un réservoir de protoxyde d'azote sous pression a provoqué une explosion dévastatrice, tuant trois ingénieurs et blessant gravement quatre autres. Ce gaz, aussi appelé gaz hilarant, est utilisé comme oxydant dans les moteurs de SpaceShipTwo. Il était jusque là réputé sûr.
Le 31 octobre 2014, le vaisseau spatial SpaceShipTwo VSS Enterprise s'écrase lors d’un vol d’essai dans le désert californien du Mojave, tuant l'un des pilotes et blessant grièvement l'autre. Les deux membres de l’équipage étaient des employés de Scaled Composites, la firme d’ingénierie aérospatiale concevant et produisant le vaisseau pour Virgin Galactic. De nombreuses hypothèses sont explorées pour comprendre les raisons de l’accident : le nouveau combustible, une défaillance structurelle, une erreur de pilotage, entre autres,,. Les enquêteurs concluent principalement de l’insuffisance de mesures contre de possibles erreurs humaines. Ces éléments seront considérés pour les conceptions suivantes.

## Réservations
Branson a suggéré le prix initial des billets à 200 000 $US pour les premiers vols sub-orbitaux incluant 2 jours d'entraînement, puis 30 000 $US pour les suivants. La compagnie estime le marché potentiel entre 7 000 et 15 000 clients sur une période de 2008 à 2013. De plus, ils estiment que seuls 5 000 clients, sur ces 5 ans, seraient suffisants pour rentabiliser l'entreprise. Les profits des premiers vols seraient réinvestis pour rendre plus abordable le prix des billets. Parmi les personnes intéressées à avoir manifesté leur désir de faire partie des premiers clients, il y a le guitariste Dave Navarro du groupe Jane's Addiction, l'actrice d'Alien Sigourney Weaver, le réalisateur Bryan Singer, le musicien Moby et Paris Hilton. Richard Branson a lui aussi sa liste d'amis proches et de parenté voulant participer à l'expérience. En mars 2005, Doug Ramsberg, de l'État du Colorado, a gagné son voyage gratuit à bord de Virgin Galactic à un concours de la compagnie Volvo commandité par Virgin.
Le 8 janvier 2007, Stephen Hawking a annoncé qu'il prévoyait d'effectuer un voyage dans l'espace lors d'un des premiers vols touristiques de la compagnie privée dans deux ans. « Cette année j'ai prévu un vol (atmosphérique) en apesanteur avant d'aller dans l'espace en 2009 », a-t-il expliqué, dans une interview publiée par le Daily Telegraph. Ce vol n'a jamais eu lieu ni en 2009 ni par la suite. Stephen Hawking est donc mort en 2018 sans avoir été dans l'espace.
Le groupe britannique, Muse annonce en 2011 vouloir donner un concert à bord du vaisseau spatial, dans le but de devenir le premier groupe de l'histoire à jouer dans l'espace.
Virgin Galactic ambitionne de vendre 1 000 billets au prix de 450 000 dollars avant fin 2022 et le lancement de son premier vol commercial. Au 9 novembre 2021, 100 billets ont été vendus.

## Concurrents dans l'industrie du tourisme spatial
La société a plusieurs concurrents dans l'industrie du tourisme spatial. Ceux-ci se divisent en deux catégories : ceux qui, comme Virgin Galactic, proposent des vols suborbitaux et ceux qui proposent des vols orbitaux plus longs :
- Space Adventures : tourisme orbital à bord des stations spatiales existantes.
- Axiom Space : tourisme orbital à bord des stations spatiales existantes, envisage de construire sa propre station spatiale à terme.
- Bigelow Aerospace : tourisme orbital à bord de sa propre station spatiale.
- Blue Origin : tourisme suborbital.
- Space Perspective : se présente comme opérateur de tourisme spatial mais ne propose que des vols stratosphériques en ballon.